# Compte à rebours (série télévisée)
Pour les articles homonymes, voir Compte à rebours (homonymie).
Compte à rebours (Cuenta Atràs) est une série télévisée espagnole en 29 épisodes de 52 minutes, créée par Manuel Valdivia et diffusée entre le 8 mars 2007 et le 1er mai 2008 sur Cuatro.
En France, la série a été diffusée à partir du 30 octobre 2007 sur 13ème rue puis rediffusée sur TF1, et au Québec à partir du 3 septembre 2008 sur Séries+. Elle reste inédite dans les autres pays francophones.

## Synopsis
Cette série met en scène une équipe spéciale de police qui, sous la direction de Matteo Corso, est chargée de régler des affaires nécessitant une intervention en urgence.

## Distribution

### Acteurs principaux
- Dani Martín (VF : Cédric Dumond) : Matteo Corso
- Álex González (VF : Mathias Kozlowski) : Mario Arteta
- Bárbara Lennie (VF : Delphine Braillon) : Leonor « Leo » Marín
- Teresa Hurtado de Ory (es) (VF : Élisabeth Ventura) : Rocío Oleguer (Luisa dans la version française)
- José Ángel Egido (VF : Paul Borne) : Juan Molina

### Acteurs récurrents
- Mariano Llorente (es) (VF : Gabriel Le Doze) : Requena (19 épisodes)
- Manuel Tejada (es) (VF : Féodor Atkine) : Manuel Vázquez (9 épisodes)

 Source et légende : version française (VF) sur RS Doublage

## Épisodes

### Première saison (2007)
1. Prise au piège / Double meurtre (Bosque del Olvido, 18:40 horas) avec Silvia Marty
2. Au-dessus de l'Atlantique… / Vol 5168 (Océano Atlántico, 07:14 horas)
3. Les Otages (Unidad 7 policía judicial, 13:35 horas)
4. Le Rappel des flammes / Accident fatal (Mercado Puerta de Toledo, 18:35 horas)
5. Passé trouble (La perla, 18:16 horas) avec Erika Sanz
6. Illusions perdues (Club Ipanema, 23:11 horas)
7. Réglements de comptes (Carnicería Rivas, 22:15 horas)
8. Les Fantômes du passé / Le Bois des secrets (Finca Secret Valley, 23:15 horas)
9. Vice de forme / Bus 629 (Bus Línea 629, 07:43 horas)
10. Les Enfants disparus / Le prix de l'intégration (Instituto Bretón, 09:23 horas) avec Úrsula Corberó
11. Léo en danger / Trahison (Antiguo matadero de Navalafuente, 15:35 horas)
12. Les 2 meilleures amies (Cementerio de Rascafría, 16:05 horas)
13. Au nom du père (Cementerio de la Paz, 11:30 horas)

### Deuxième saison (2008)
1. Père et flic (Camino de Canencia, 10:10 horas)
2. Le Dernier Jour (Lago Castiviejo, 22:45 horas)
3. Infiltré (Plus Bank, Agencia 17, 08:59 horas)
4. Une rencontre malheureuse (Cala Toix, 10:05 horas)
5. Dette de sang (Calle Héroes del 2 de Mayo, 20:31 horas)
6. À leur recherche (Cafeteria El Alto, 15:42 horas)
7. Le Visage de l'ennemi (Granja Brigante, 18:23 horas)
8. Le Couloir de la mort (Turner Guilford Knight Prison Center, 20:59 horas)
9. Le Pacte (Calle de Orfeo y Euridice, 21:38 horas)
10. Confidence assassine (Colegio Publico Isaac Albéniz, 13:52 horas)
11. Esprit de clan (Antigua fabrica de cerveza, 20:06 horas)
12. La Vengeance d'Escobar (Antiguos almacenes de Sepu, 20:32 horas)
13. Farce cruelle (Sanatorio Mental del Dr Zapada, 19:31 horas)
14. Le Chemin de la mort (Canada del muerto, 18:07 horas)
15. Le Violeur d'Aluche (Calle Virgen de las Angustias 88, 19:47 horas)
16. L'Heure des aveux (Desguace Jiménez, 18:10 horas)